# Piazza Farnese

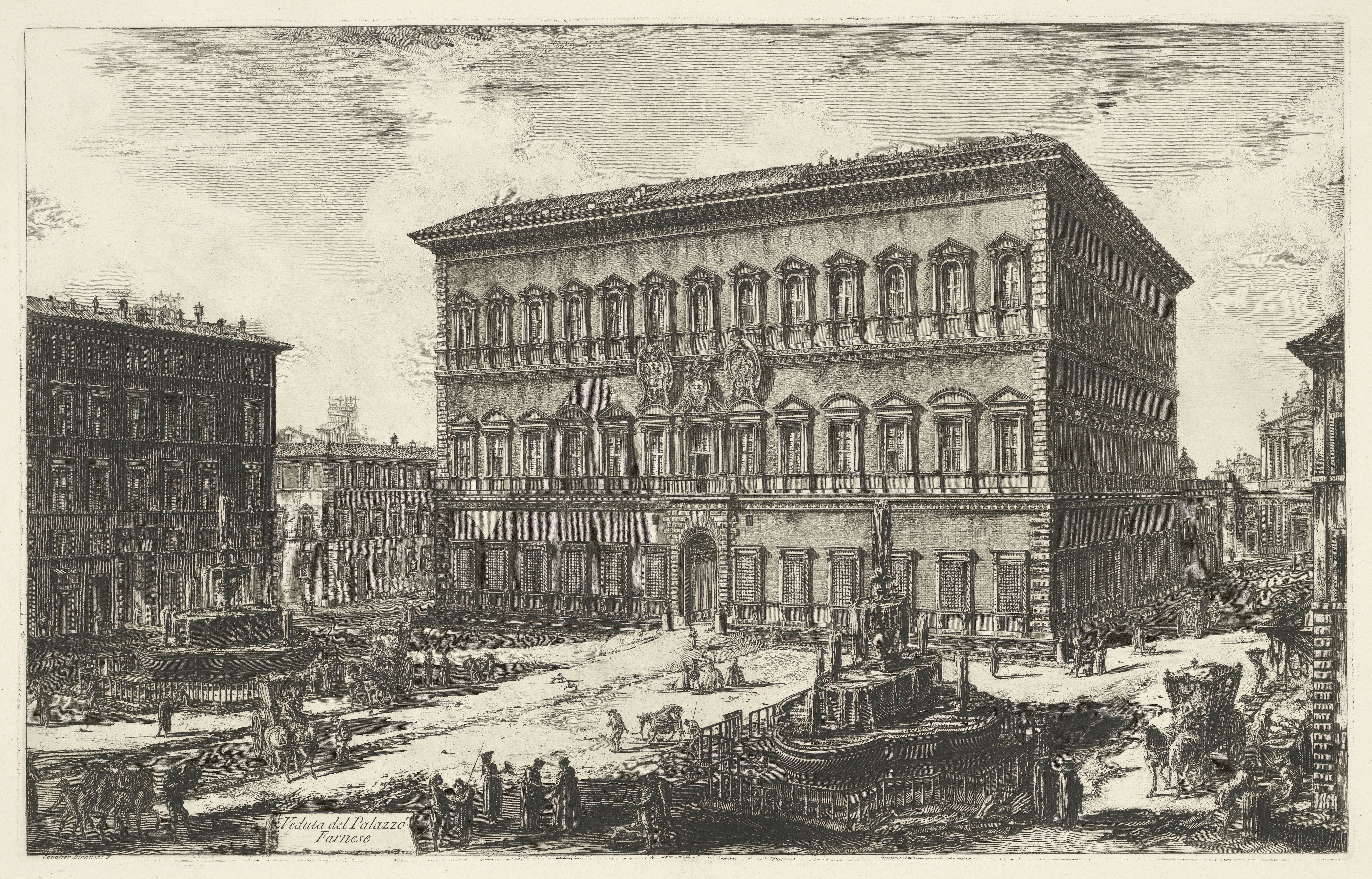
Piazza und Palazzo Farnese; Piranesi 1773

Die Piazza Farnese ist ein Platz im historischen Zentrum von Rom, im Stadtteil Regola. Er wird dominiert von einem der bedeutendsten römischen Familienpaläste der Renaissance, dem namensgebenden Palazzo Farnese. Die Anlage des Platzes erfolgte im Zuge des Baus des Palazzo, die Ausgestaltung mit zwei Springbrunnenanlagen aus antiken Wannen geht auf das 17. Jahrhundert zurück.

## Lage
Der rechteckige, ca. 3650 m² große Platz liegt in der heute UNESCO-geschützten Altstadt vom Rom, im VII. Rione Regola. In der Antike gehörte dieses in der Tiberschleife liegende Stadtgebiet zum Marsfeld. Im Zuge des insbesondere durch die Päpste Sixtus IV. (1471–1484) und Julius II. (1503–1513) forcierten Stadterneuerungsprogramms entstanden u. a. die Ponte Sisto, die Pilgerstraße Via Pellegrino und die breite, schnurgerade Via Giulia, die zur Engelsburg und dem Vatikan führende, reich mit Palästen und Kirchen bestückte einstige Prachtstraße. Ebenso waren namhafte Stadtpaläste, wie Palazzo Venezia und Palazzo della Cancelleria in unmittelbarer Nähe des Palazzo Farnese und seiner Piazza errichtet worden. Der bauliche Gesamtkomplex kann auch als Teil des klerikal ambitionierten Städtebauprogramms gesehen werden.
Der Platz wird in nordwestlicher Richtung begrenzt von der Via dei Farnesi, die in den Vicolo del Gallo übergeht und direkt zum Campo dei Fiori führt, ein bereits seit dem Mittelalter zentraler Platz für Kaufleute, Pilger und Reisende. Die Via del Mascherone, südöstlich den Palazzo und die Piazza begrenzend, mündet als Via della Corda in den Campo dei Fiori, ebenso die Via dei Baullari, die dem Hauptportal des Palazzo gegenüberliegende Verbindungsstraße. Diese Straßen wurden im Zuge des Palastbaus alle reguliert bzw. erweitert. Die Gässchen Vicolo de’Venti und Vicolo del Giglio verbinden die Piazza Farnese mit der südöstlich gelegenen Piazza della Quercia mit der Kirche Santa Maria della Quercia.
Die Via di Monserrato nimmt von der Piazza Farnese ihren Ausgang und führt vorbei an der von Antonio da Sangallo dem Jüngeren um 1518 erbauten Kirche Santa Maria di Montserrato in Richtung Engelsbrücke und Engelsburg. Im 16. Jahrhundert war sie Teil des Pilgerwegs zu den sieben Kirchen Roms, einer von dem hl. Philipp Neri wiederbelebte Tradition, der in dieser Straße auch einige Zeit lebte.

## Geschichte
Die Geschichte des Platzes ist mit der Entstehungsgeschichte des Palazzo Farnese unmittelbar verbunden. Kardinal Alessandro Farnese, der spätere Papst Paul III. (1534–1549) ließ einen der größten Stadtpaläste Roms für sich und seine Familie errichten. Die Piazza Farnese war von Anfang an als Vorplatz geplant, damit der mächtige Palast seine entsprechende Wirkung entfalten konnte. Zur Zeit des Baubeginns, ca. 1517, führte entlang der Nordostseite des Palastes, der zukünftigen Hauptfassade, die Via della Regola. Es war das Straßenstück zwischen der heutigen Via di Monserrato zum Vicolo dei Venti. An der, der Palastfassade gegenüberliegenden Straßenseite stand eine Reihe verschiedener Häuser, die dem Ospedale di San Salvatore, dem Arzt Giovanni Battista Jari, ein kleines dem Sigismondo Chigi, dem an Lucrezia Jari vermieteten Ospedale San Luigi und zwei kleinere dem Arzt Francesco Fusconi di Norcia gehörten. Kardinal Alessandro Farnese kaufte diese Gebäude und ließ sie abreißen, um die gewünschte Fläche für den geplanten Platz zu gewinnen. Mit dem Bau des Palazzo waren im Wesentlichen die Architekten Antonio da Sangallo der Jüngere und Michelangelo Buonarroti betraut, in der endgültigen Fertigstellung ab der Mitte des 16. Jahrhunderts die Architekten Giacomo Barozzi da Vignola und Giacomo della Porta. Michelangelo gab der dem Platz zugewandten, monumentalen Fassade mit dem ausgeprägten Kranzgesims die heutige Form. Sie sollte für viele weitere Bauwerke bis in die Zeit der Neorenaissance stilbildend werden. Unter Odoardo Farnese (1573–1626), der Sohn Alessandro Farnese und 1591 zum Kardinal ernannt, erhielt der Palast mit der Galleria Farnese der Gebrüder Carracci aus Bologna seine heute so berühmte Innenausstattung. Auf der Piazza Farnese ließ er die beiden monumentalen Brunnen aufstellen. Der Platz war lange Zeit Austragungsort für Turniere, Stierkämpfe und Schauplatz für Volksfeste. Im Sommer wurden auch festliche Wasserspiele veranstaltet.

## Bauwerke an der Piazza Farnese

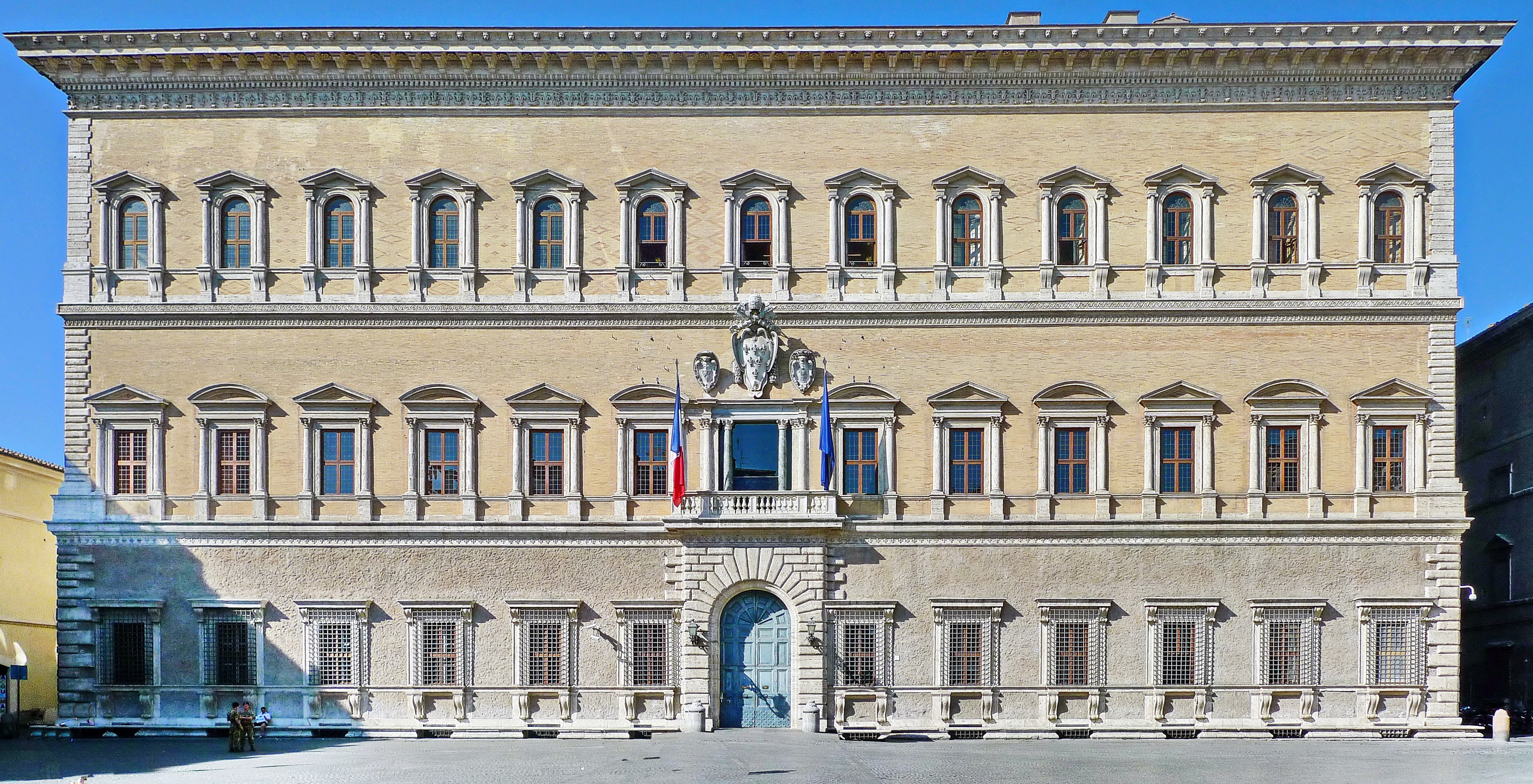
Palazzo Farnese (1)
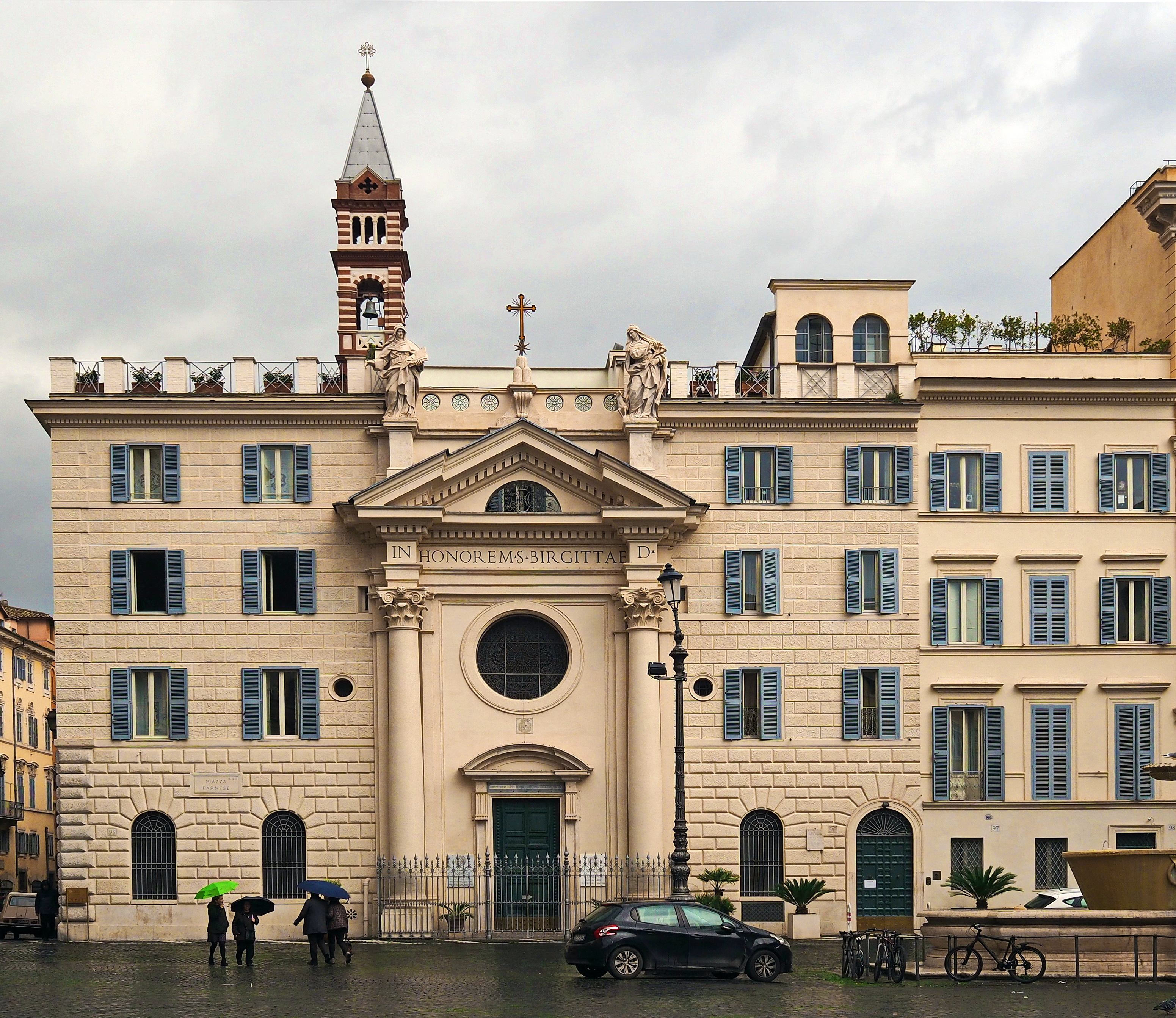
Santa Brigida (2)
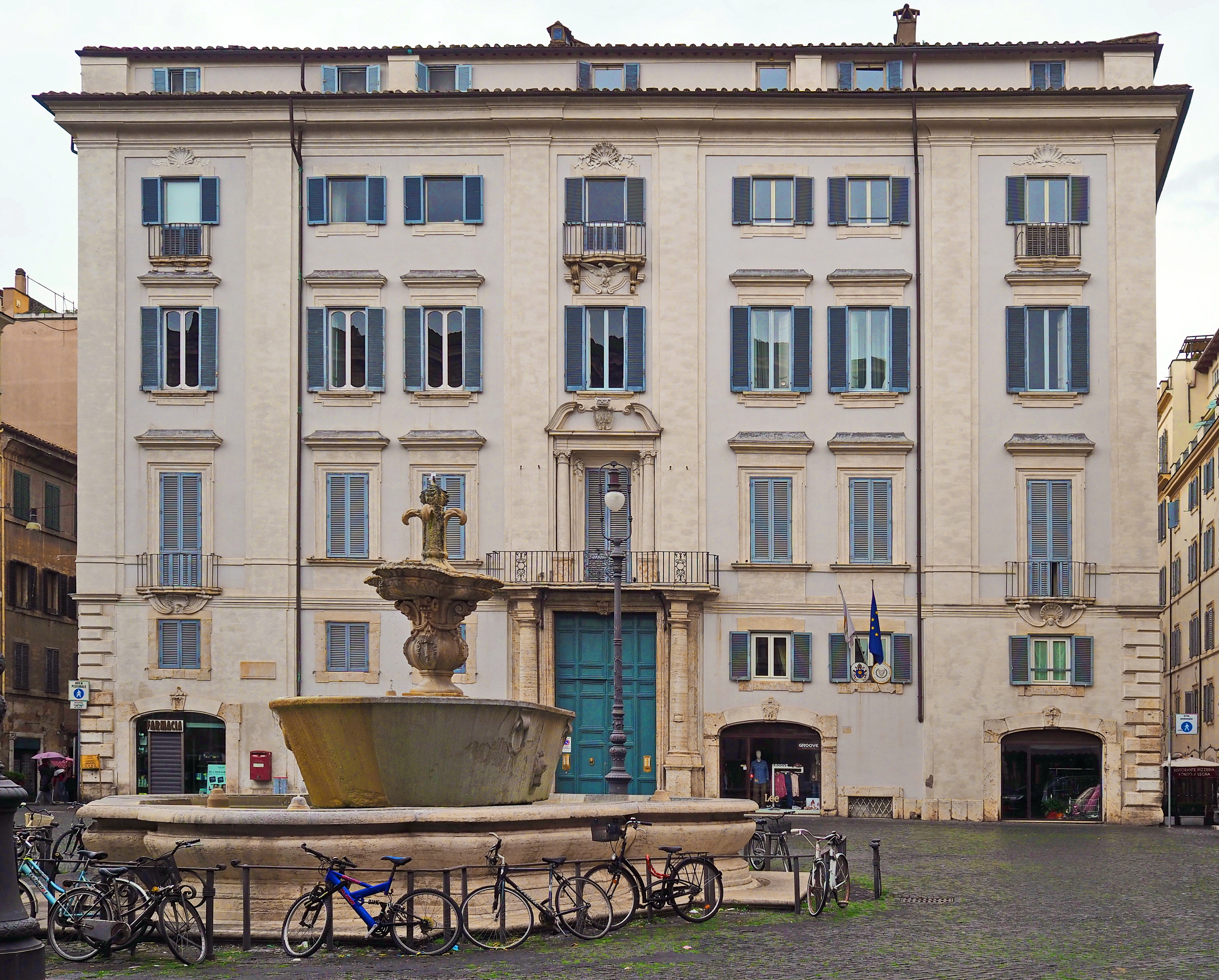
Palazzo Picchini (3)
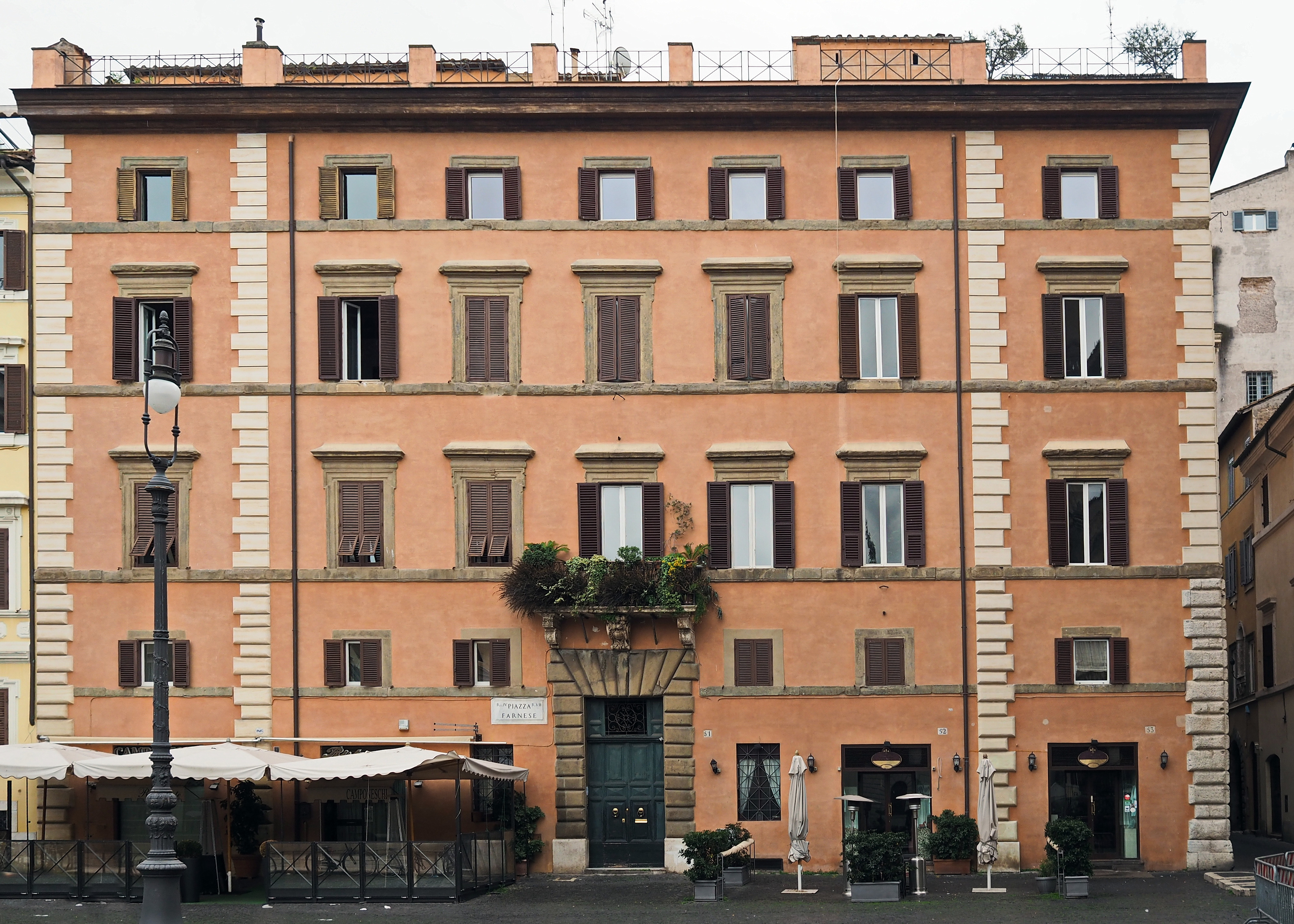
Palazzo Mandosi Mignanelli (4)

- Wie ein Bühnenprospekt bildet der Palazzo Farnese (1) den räumlichen Abschluss der Piazza, die in der heutigen Form 1549 fertiggestellt wurde und deren Längsseite er vollständig einnimmt. Die wohlproportionierten Gebäude der Umgebung heben seine Größe noch zusätzlich hervor.[1] Seine kompakte Erscheinung brachte dem Palast den Spitznamen "Dado" (Würfel) ein.[1] Das Gebäude ist seit 1936 auf 99 Jahre an die Französische Republik verpachtet und der Sitz der französischen Botschaft in Italien.

- Die Kirche Santa Brigida mit dem Mutterhaus der Birgittinen (2) in Rom, der nach der heiligen Birgitta von Schweden benannte Orden, ist ein Gebäude aus dem 15. Jahrhundert. Hier lebte und starb im Jahr 1373 die schwedische Heilige, deren Zimmer noch heute zu besichtigen sind.

Das von Birgitta gegründete erste Kloster Vadstena erhält 1383 die einstige Liegenschaft als Stiftung einer adligen Römerin. Nach Bestätigung der Stiftung 1432 durch Papst Eugen IV. baute noch im 15. Jahrhundert der Orden ein schwedisches Pilgerhaus mit einem Hospiz und eine Kirche. In den Zeiten der Reformationswirren diente das Pilgerhaus zeitweilig schwedischen Katholiken und Mönchen aus Vadstena als Zufluchtsort. Von 1655 bis 1689 erhielt die ehemalige Königin Christine von Schweden, die zeitweise im Palazzo Farnese lebte, von Papst Alexander VII. den Nießbrauch an dem Haus übertragen, was zu schweren Auseinandersetzungen mit den Birgittenklöstern führte. Im Generalkapitel zu Köln im Jahr 1675 forderten die Klöster die Rückgabe ihres einstigen Besitzes. Unterstützung erhielten sie aus dem bayerischen Herrscherhaus, insbesondere durch den Erzbischof von Köln, Joseph Clemens von Bayern. So gelangte 1692 auf Veranlassung von Kardinal Giovanni Francesco Albani, dem späteren Papst Clemens XI., das Pilgerhaus an das Birgittenklosten Altomünster, die Patres nach Rom entsenden.
Die Kirche Santa Brigida wurde von 1707 bis 1710 von Papst Clemens XI. vollständig im barocken Stil renoviert. Im Laufe des 18. Jahrhunderts, insbesondere unter dem Einfluss der Patres aus dem Kloster Altomünster, die Procuratoren und Ordensvertreter am Heiligen Stuhl waren, wurden weitere Umbauten an den Gebäuden vorgenommen. Die Fassade der Kirche und das Kircheninnere blieb aus dieser Zeit erhalten, wohingegen die Gebäude innen und außen nach 1855 nochmals maßgeblich verändert wurden. Der Bau des kleinen Glockenturms geht auf das Jahr 1894 zurück und weicht völlig in Dimension und Stil von den umliegenden Bauwerken ab.
Die heilige Elisabeth Hesselblad, 1870 in Fåglavik (Schweden) geboren, konvertierte vom lutherischen zum katholischen Glauben und ließ sich dem Vorbild heiligen Birgitta folgend, in Rom nieder. Nach der Approbation durch Papst Pius X. gründete sie 1911 erneut den Erlöserorden von der heiligen Birgitta und es gelang ihr, 1930 das Haus an der Piazza Farnese für ihren Orden zu erhalten. Das Mutterhaus der Kongregation bietet heute Reisenden aller Nationalitäten und Konfessionen Unterkunft.
- Der Palazzo Pichini (3), auch Palazzo del Gallo di Roccagiovane wurde 1520 von Baldassare Peruzzi im Auftrag von Ugo della Spina begonnen. Fertig gestellt war er erst sieben Jahre später, als er bereits in das Eigentum von Francesco Fusconi da Norcia, dem päpstlichen Leibarzt von Papst Clemens VII. und später Paul III. übergegangen war. Ende des 16. Jahrhunderts übernahm die Familie Pighini, das Gebäude und ließ es ab ca. 1705 durch Alessandro Specchi umgestalten.[2] Dieser glich den Stadtpalast von der Größe und Außengestaltung dem Palazzo Mandosi an, während die Innenausstattung und insbesondere das Treppenhaus aufwendig gestaltet wurde. Im Schlussstein der linken Bögen sind die heraldischen Zeichen der Pighini (Baum mit Vogel und Schlange) und daneben der Adler mit Krone von Julie Charlotte Bonaparte, der Frau von Alessandro del Gallo, Marchese de Roccagiovine, angebracht. Heute residiert in dem Stadtpalast die Botschaft von Zypern.
- Der Palazzo Mandosi Mignanelli (4) an der Südostseite des Platzes stammt aus dem 17. Jahrhundert und gehörte einer römischen Adelsfamilie.

Die anderen Bauwerke an der Piazza Farnese sind zum Teil Rekonstruktionen aus dem 19. Jahrhundert von älteren Gebäuden.

## Die Brunnen

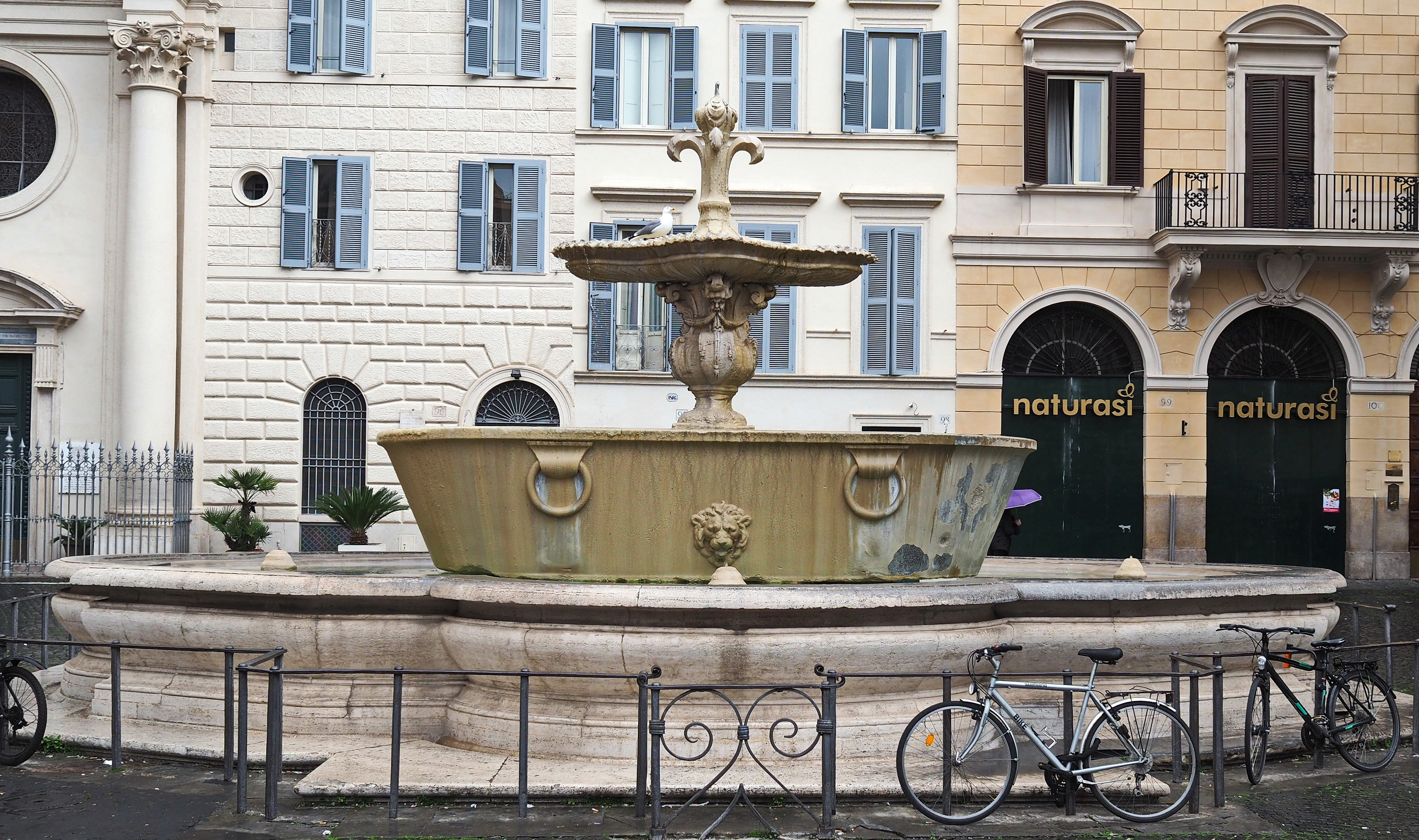
Brunnen auf der Piazza Farnese (5)
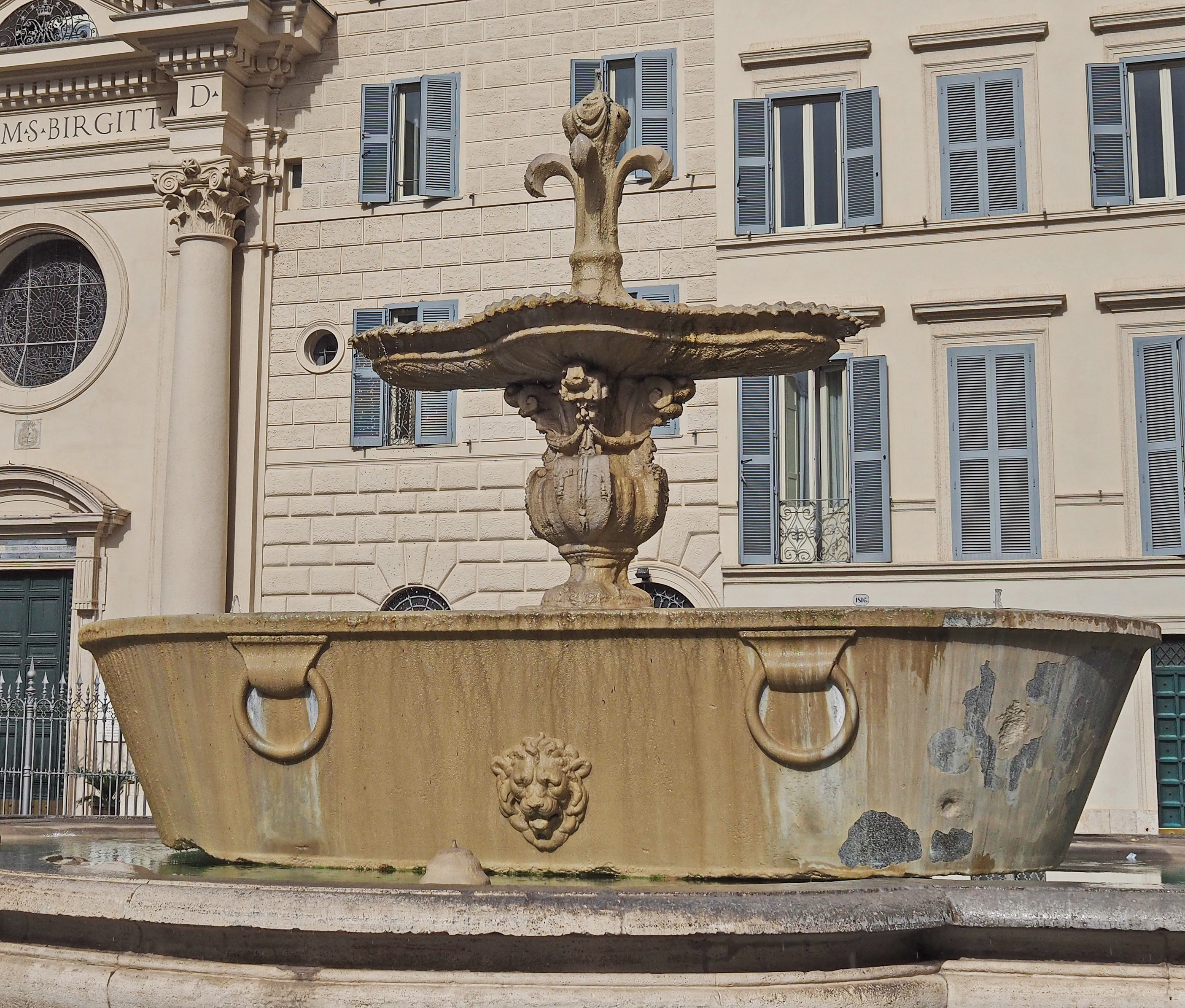
Brunnen, Detail
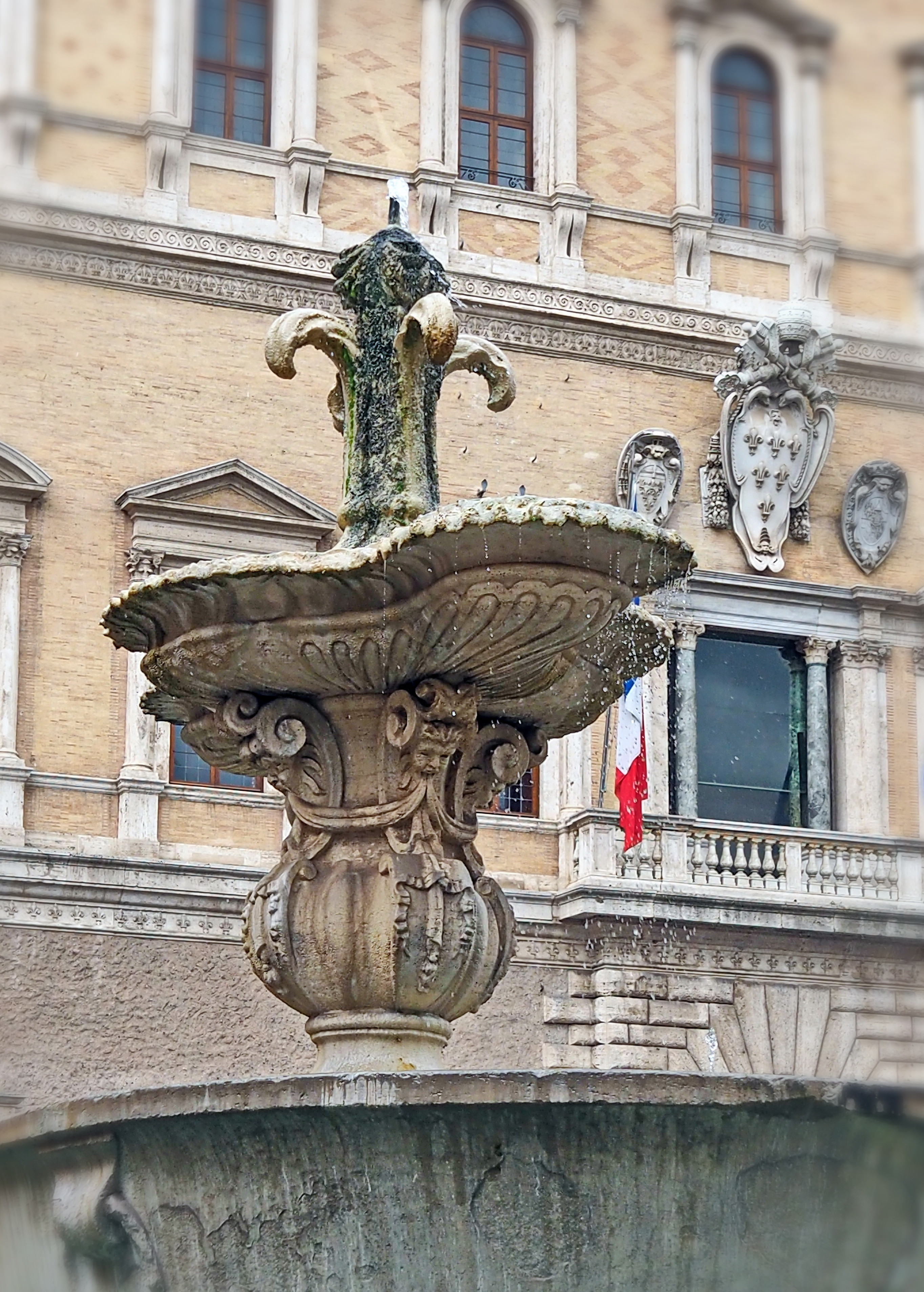
Brunnen, Detail

Papst Paul V. ließ 1605 die nach ihm benannte Wasserleitung Acqua Paola erbauen, die Wasser von der Umgebung des Braccianosees nach Trastevere und weiter über den Tiber in den Stadtteil Regola leitete. Papst Gregor XV. teilte den Farnese eine bestimmte Wassermenge aus dieser Leitung zur Versorgung ihres Palastes zu. Die Farnese kauften daraufhin den Brunnen, der bis dahin auf der Piazza San Marco gestanden hatte und beauftragten 1626 den Architekten Girolamo Rainaldi die beiden antiken Wannen auf dem Platz vor ihrem Palast aufzustellen und als Springbrunnen zu gestalten. Die ägyptischen Granitwannen sollen aus den Caracalla-Thermen stammen. Die Seite jeder Wanne ist mit Löwenprotomen und Ringen in Relief geschmückt. Aus der Mitte der Wanne erhebt sich ein komplizierter Aufbau: die flache Brunnenschale in Muschelform wird von einer hohen, reich dekorierten Stütze in Form eines Granatapfels getragen und das Wasser sprudelt aus steinernen Lilien, dem Wappen der Farnese. Heute werden die Brunnen (5) von Wasser aus der Aqua Virgo gespeist.